# 双塘街道 (吉首市)
双塘镇，是中华人民共和国湖南省湘西土家族苗族自治州吉首市下辖的一个乡镇级行政单位。

## 行政区划
双塘镇下辖以下地区：
周家寨社区、大坝村、双塘村、坨丰村、大兴村、冲虎村、兴田村、联合村、立新村、富强村、江丰村、联兴村、明丰村和阴上村。